# Espiye (district)
Espiye is een Turks district in de provincie Giresun en telt 31.075 inwoners (2007). Het district heeft een oppervlakte van 160,9 km². Hoofdplaats is Espiye.
De bevolkingsontwikkeling van het district is weergegeven in onderstaande tabel.

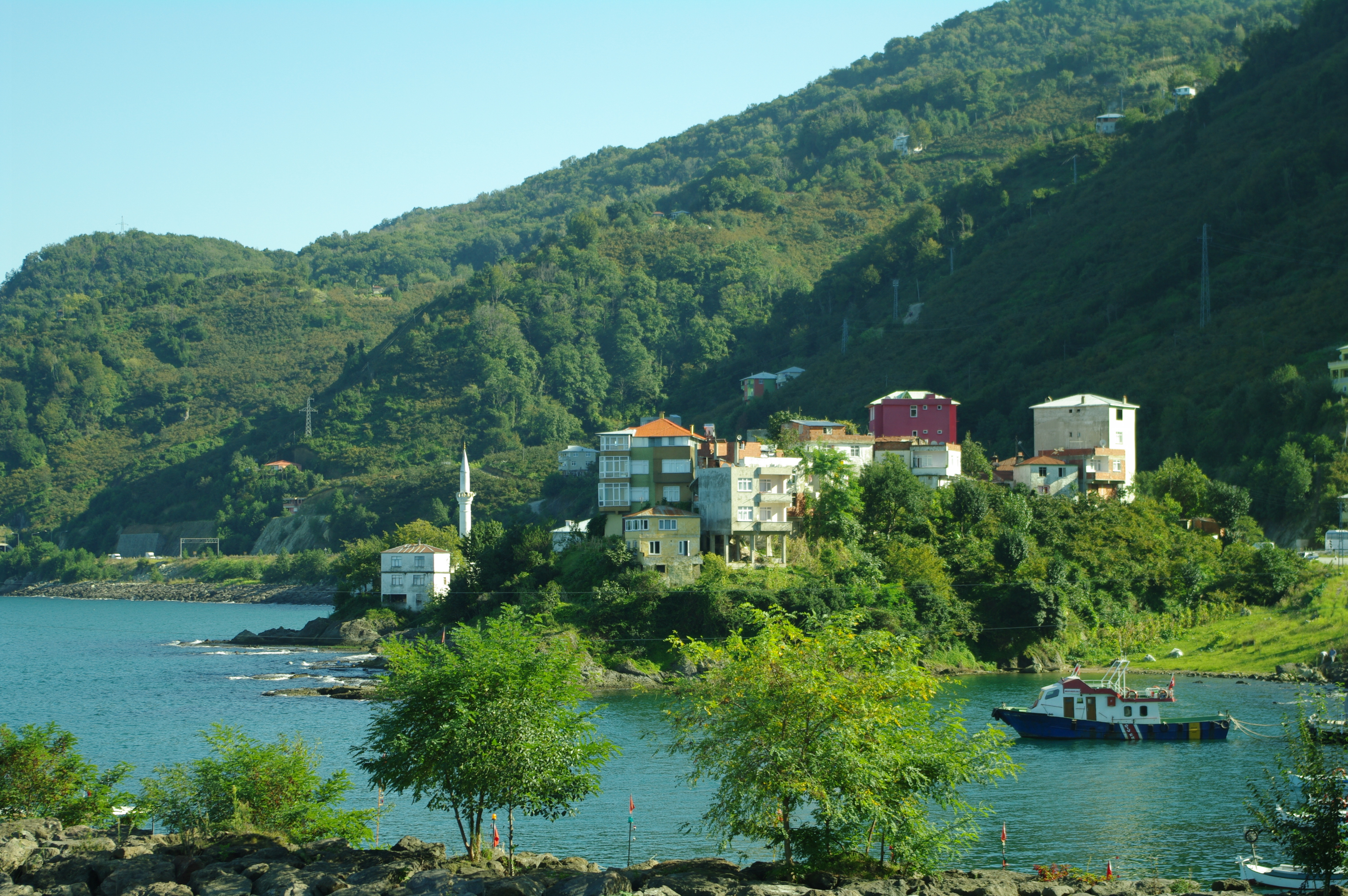
Het dorpje Güburnu in her Espiye district

| 1997   | 2000   | 2007   |
| ------ | ------ | ------ |
| 28.595 | 30.567 | 31.075 |